# 12746 Yumeginga
12746 Yumeginga eller 1992 WC1 är en asteroid i huvudbältet som upptäcktes 16 november 1992 av de båda japanska astronomerna Kazuro Watanabe och Masayuki Yanai vid Kitami-observatoriet. Den är uppkallad efter ett museum i Takeo, Saga prefektur.
Asteroiden har en diameter på ungefär 4 kilometer.